# أحياء مدينة البصرة
البصرة من المدن التاريخية القديمة في جنوب العراق وتحتوي على الكثير من النواحي والأقضية التابعة لها. بلغ تعداد سكان مدينة البصرة والنواحي التابعة لها حوالي 1,921,057 بحسب إحصاء عام 2013م.

## الأحياء
- البكر والأحرار
- حي الرسالة
- حي الكفاءات
- حي الخضراء
- العشار
- دور النفط
- البراضعية
- مناوي باشا
- مناوي لجم
- حي الجمهورية
- التحسينية
- منطقة العباسية
- الأبلة
- حي الجزائر
- كرمة علي
- المعقل
- خمسة ميل
- بريهة
- الحكيمية
- التميمية
- الجنينة
- الطويسة
- القبلة
- النجيبية
- الموفقية
- الأصمعي القديم
- الأصمعي الجديد
- الجبيلة
- حي الأندلس
- حي الطليعة
- حي الخليج العربي
- حي الجزيرة
- حي القاسم الشمالي
- حي الوحدة
- حي الرافدين
- السيمر
- منطقة الساحات
- الطوبة والنخيلة

### دور النفط
دور النفط وهو أحد أحياء مدينة البصرة تأسس من قبل شركة نفط الجنوب سنة 1976م. من مناطق البصرة السكنية أسست من قبل شركة نفط الجنوب لكي تكون مساكن للموظفين العاملين في هذه الشركة كما أن شركة نفط الجنوب هي من قام ببناء هذه المساكن وكان بداية هذه المنطقة السكنية عام 1976 حيث قامة الشركة ببناء ما يقارب 60 دار سكني مع مدرسة ابتدائية (مدرسة الذهب الأسود) وأسواق ثم تبعها في الأعوام التالية بناء العديد من المجمعات السكنية والمركز الثقافي النفطي وتعتبر اليوم دور النفط من أجمل مناطق البصرة السكنية لما تتوفر فيها من خدمات توفرها شركة نفط الجنوب لا تستطيع بلدية البصرة توفيرها لمناطق أخرى

### حي الجمهورية
حي الجمهورية أحد المناطق القديمة نسبيا تقع في وسط البصرة يعود تاريخ تأسيسها إلى العهد الملكي في بدايات القرن العشرين حيث كانت تسمى بالفيصلية نسبة للملك فيصل الأول وبعد سقوط النظام الملكي سميت بالجمهورية نسبة إلى النظام الجمهوري. وتركيبة المدينة متنوعة حيث أن غالبيتها من المسلمين الشيعة ويوجد فيها بعض المسيحيين والصابئة.
المدينة من أحد المدن التي تمت محاربتها أيام النظام الصدامي بسبب نشاطات أبنائها المعارضة للنظام خلال فترة الاعتقالات لأبناء حزب الدعوة في أواخر السبعينات وبداية الثمانينات من القرن العشرين وخلال الانتفاضة الشعبانية 1991 وخلال الإنتفاضة الصدرية 1999 بعد اغتيال السيد محمد محمد صادق الصدر. اليوم بدأت بوادر الإعمار تظهر في المدينة بعد سقوط النظام الصدامي في 2003.

### التحسينية
التحسينية إحدى المناطق الداخلية في البصرة يجاورها منطقة الفرسي وشارع الجزائر والعباسية من الشرق ومنطقة كوت الحجاج من الغرب، المنطقة مؤلفة من جزأين جنوبي يسمى بالتحسينية القديمة وشمالي يسمى بالتحسينية الجديد أو التحسينية فقط.
المنطقة مؤلفة من دور سكنية في الأغلب مع قليل من المحلات التجارية، كذلك تحتوي المنطقة على نادي رياضي هو نادي الجنوب وكذلك على محطة إطفاء، مؤخرا معظم المنازل بدأت تتحول إلى محلات تجارية على غرار شارع الجزائر لذلك المنطقة بدات تتحول إلى منطقة تجارية. قبل عدة سنين كانت التحسينية وكافة المنطقة المجاورة عبارة عن أراضي زراعية

### خمسة ميل
خمسة ميل، هي أحد مناطق مدينة البصرة جنوب العراق. وقد سميت بهذا الاسم لمساحتها البالغة خمسة أميال. وهي حي شعبي شيعي يحوي سوق ومحال تجارية ويشتهر بشارع لأدوات السيارات يطلق عليه (الصناعية).
تحاذيها شمالا سكة الحديد تبدأ من منطقة المعقل /السكك حيث محطة قطار البصرة وتمتد هذه السكة تحت جسر الكزيزة حيث شارع بغداد الرئيسي الخارج من البصرة باتجاه محافظة العمارة فالكوت فبغداد.

### بريهة
بريهة وتسمى الكزارة سابقا هي مركز مدينة البصرة تقع في العشار بجوار منطقة مناوي باشا والعباسية وشارع السعدي ويسكنها أغلبية من أبناء الطائفة المسيحية كما يوجد فيها عدد من الكنائس والأديرة المسيحية وهي من أجمل مناطق البصرة وتحتوي على سوق البريهة الشعبي.

### الحكيمية
الحكيمية، هي أحد مناطق مدينة البصرة جنوب العراق تشتهر بأن فيها بيوت أكبر التجار في البصرة، وتعود تسميتها إلى القرن ال17م حيث اشتهرت بحكماءها ويوجد فيها مقبرة الإنكليز الذين احتلو العراق في عام 1920.

### الطويسة
الطويسة منطقة تقع في البصرة بالعراق وتقريبا في مركز المدينة تبدأ من الجسر الأحمر بمحاذاة نهر العشار وتنتهي بمنطقة الشمشوميه قرب جسر النادي الأثوري وهي أحد المناطق المجاورة إلى سوق العشار كانت منطقة الطويسة سابقا عبارة عن أراضي زراعية ((بساتين))وكانت تسمى بأم التفاح ويفصل الطويسة شارع رئيسي يعرف بشارع اللجنة الأولمبية ويقع في منطقة الطويسة جامع الإمام علي الهادي عليه السلام والمندي وهو مكان العبادة التابع إلى طائفة الصابئة المندائيين وتضم مول تجاري كبير يعرف ب«ماكسي مول» والعديد من المولات الأخرى وعدة مطاعم مثل «مارينا جكن» وأصبحت الآن تعتبر منطقة تجمع بين التجارة والسكن فشارع اللجنة الأولمبية أصبح عبارة عن مركز تجاري بكل أنواع الحاجات من ملابس ومكتبات وسواق وسوبر ماركتات وغيرها ويوجد في الشارع العام «شارع دينار» شركات مواد غذائية متكاملة من جميع النواحي والمنطقة متكاملة من جميع نواحي الخدمات ماء كهرباء مياة صرف صحي وشوارع وارصفة متكاملة؛ وتعتبر من المناطق الفاخرة في البصرة.

### الأصمعي
الأصمعي الجديد هي إحدى الأحياء الداخلية لمدينة البصرة. ويُشكّل هذا الحي مع حي الأصمعي القديم وشقق الفاو منطقة كبيرة داخل البصرة تعرف بالأصمعي تيمنًا بالشاعر العباسي عبد الملك الأصمعي. أنشئ حي الأصمعي الجديد أواخر خمسينيات وبداية ستينيات القرن العشرين. ويعد من الأحياء والمناطق الشعبية في مدينة البصرة ويمتاز بسوقه الكبير نسبيًا مقارنة بالمناطق التي تجاوره.
أنجبت هذه المنطقة العديد من الشخصيات الشهيرة كلاعب المنتخب الكروي العراقي هادي أحمد، إلى جانب الشاعر علي نوير رئيس اتحاد الأدباء في البصرة.

### الطليعة
حي الطليعة وهو أحد أحياء مدينة البصرة في جنوب العراق يتبع إداريا إلى ناحية كرمة علي في شمال مدينة البصرة عاصمة محافظة البصرة.

### حي الخليج العربي
حي الخليج العربي ويسمى أيضا بـ (الجمعيات) وهي من أكبر وأجمل مناطق محافظة البصرة ومقسم إلى ثلاثة أقسام حي الخليج العربي الأول والثاني والثالث ويقع على أحد جانبي شارع بغداد ويحيط به كل من منطقة الأصمعي ومنطقة الحيانية (حي الحسين).
وتقع فيه مستشفى ابن البيطار الشهيرة ومبنى شركة نفط الجنوب ومبنى مديرية تربية البصرة. ويوجد فيه الجامعين الشهيرين جامع الامام موسى الكاظم الكبير وجامع المناصير الذي يكون قرب مستشفى ابن البيطار ومن أهم شوارعه شارع التربية القديم.

## اقرأ أيضاً
- البصرة